# Falken (voilier)
Pour les articles homonymes, voir Falken (homonymie).
Le Falken (Le « Faucon ») (ou HMS Falken dans la Marine royale suédoise) est une goélette à hunier à deux mâts à coque acier, construite en 1947 à Stockholm pour devenir un voilier école.

## Historique
Lancé en 1948 à Stockholm, le HMS Falken (S02) a un sister-ship, le  HMS Gladan (S01), appartenant aussi à la Marine royale suédoise. Il avait été commandé pour remplacer le vieux HMS Najaden.
En plus de leurs missions de formation, les deux schooners participent aux différents Tall Ships' Races, pour représenter la Marine suédoise.

## Galerie

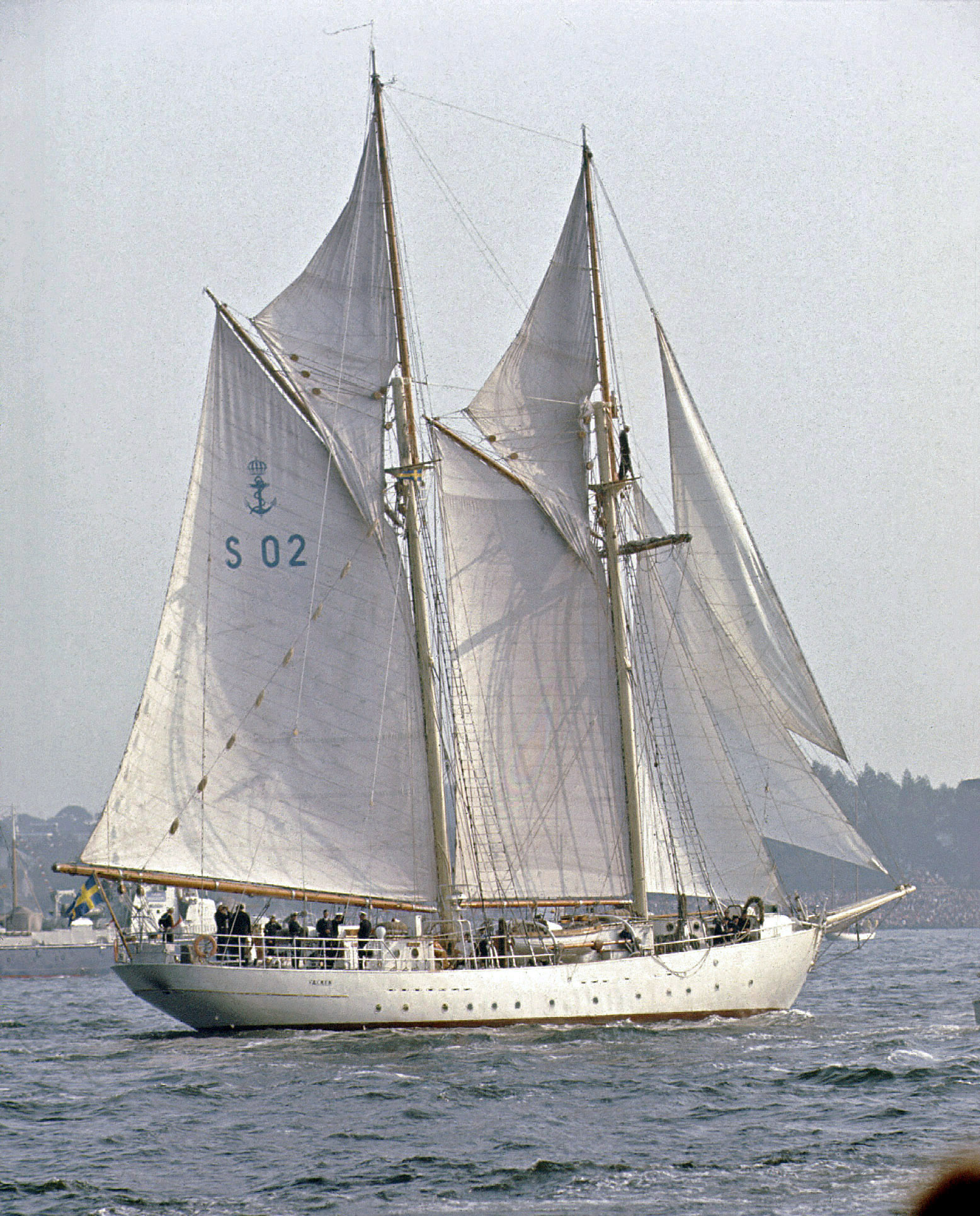
Le voilier au large de Kieł en 1972.
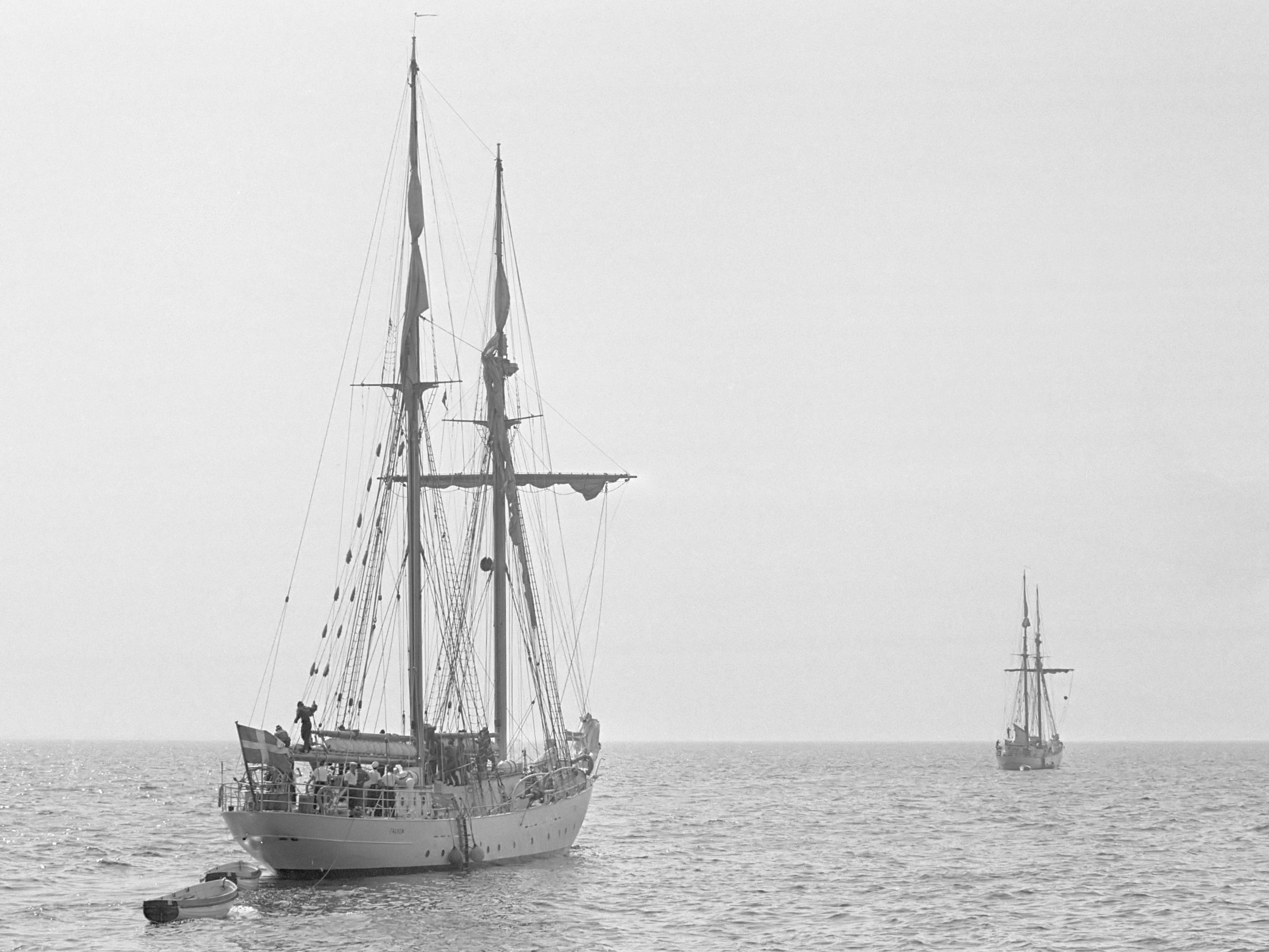
Le Falken avec son son sister-ship en 1975.
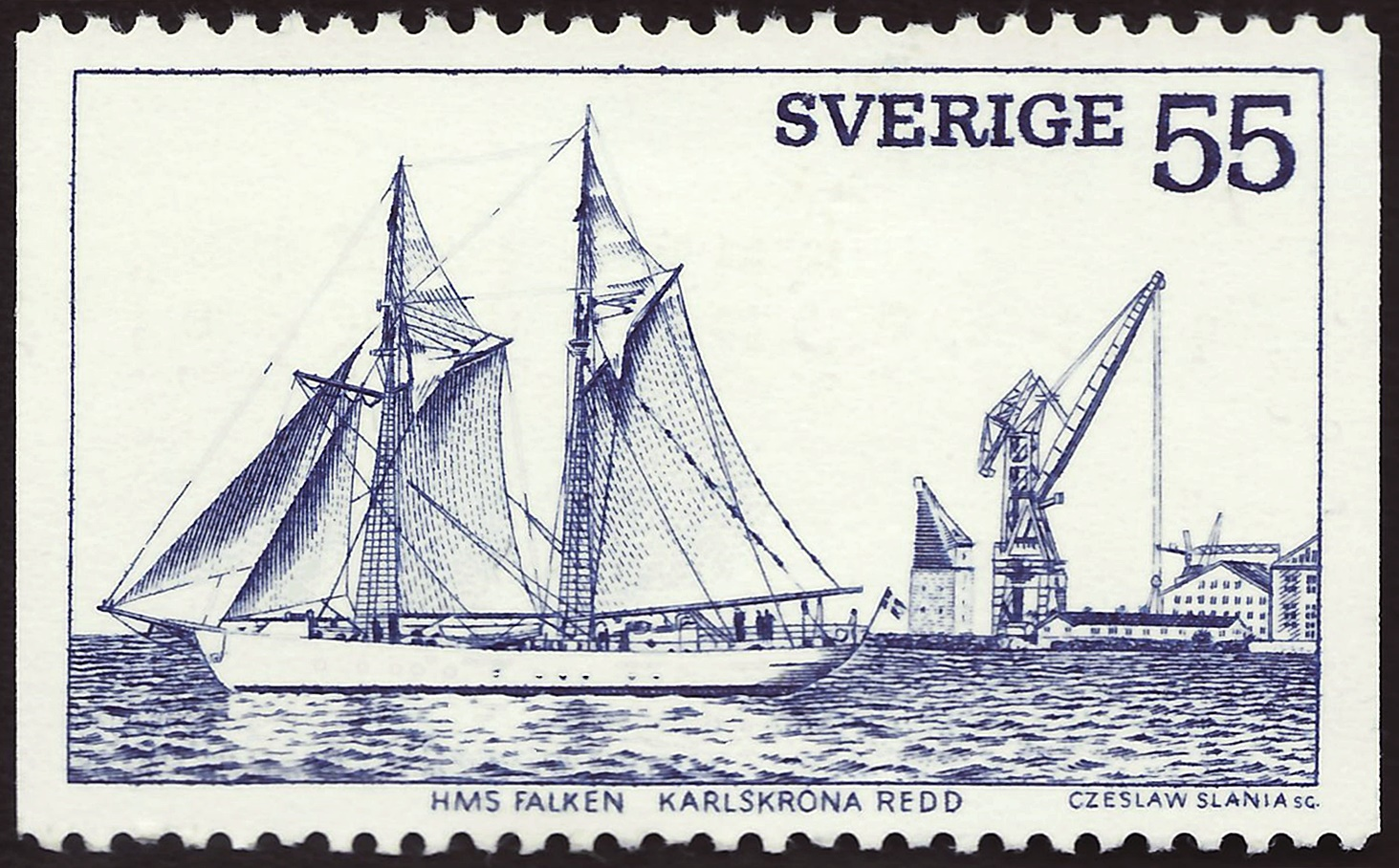
Timbre commémoratif à l'effigie Falken dans la rade de Karlskrona.
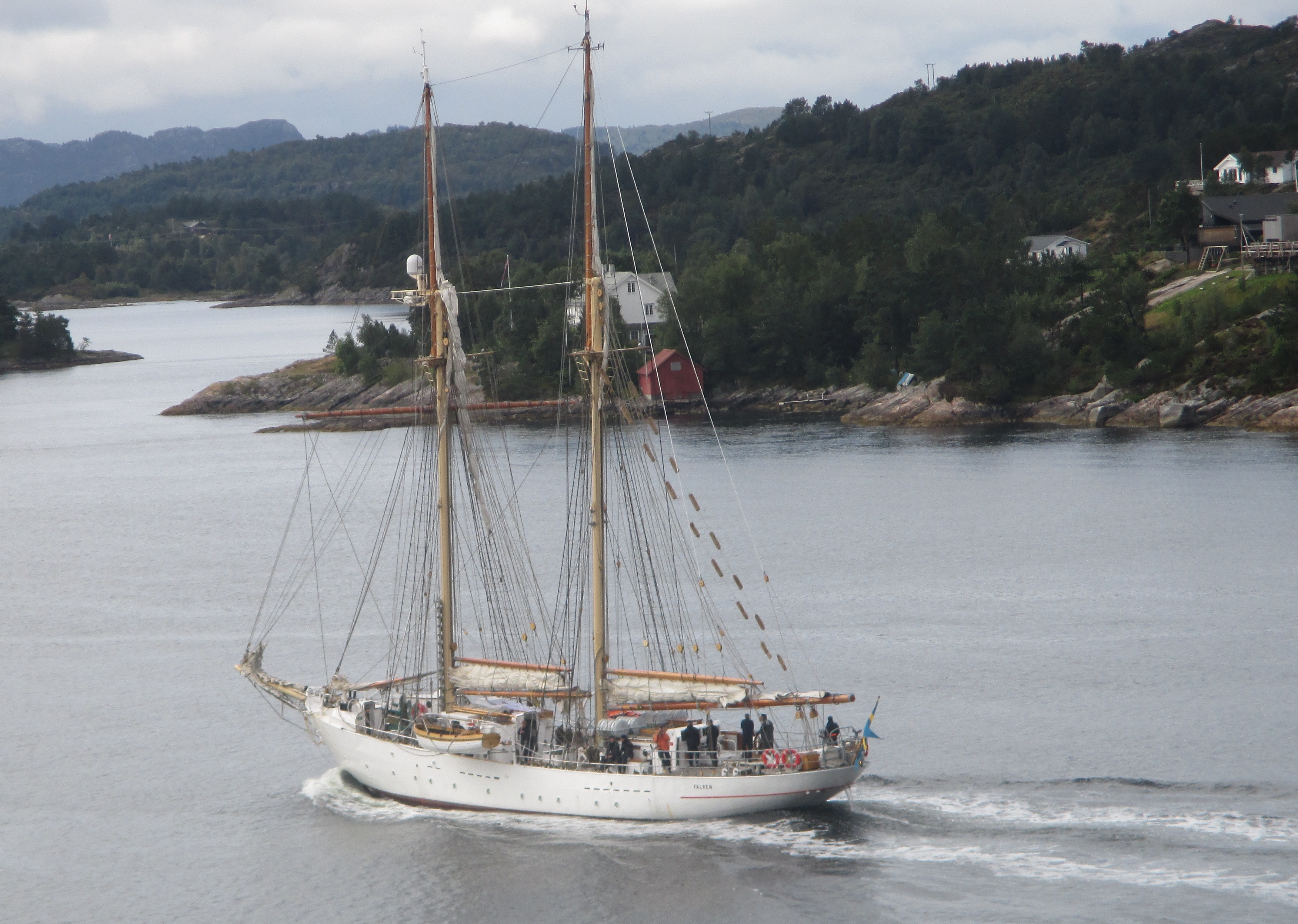
Le monocoque au large de Bergen en 2016.
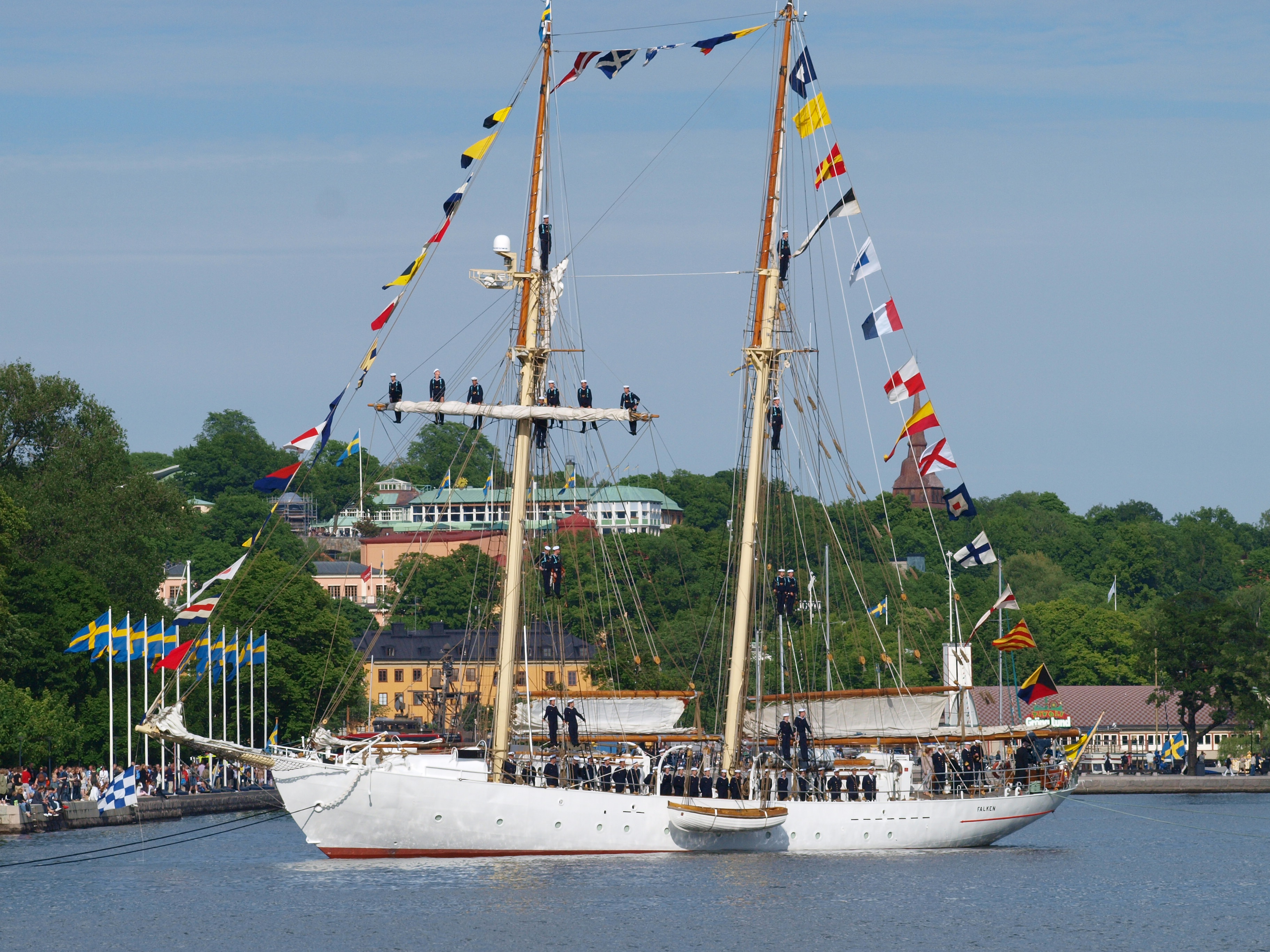
Le HMS Falken au mariage royal de Victoria de Suède et de Daniel Westling.